# Université d'énergétique et de télécommunications
L'Université de génie électrique et de télécommunications (kazakh : Алматы Энергетика және байланыс университеті, (AIPET) est un établissement d'enseignement supérieur situé à Almaty au Kazakhstan.
En 2013, l'université a près de 5800 étudiants qu'elle forme dans les domaines de l'énergétique, du Génie électrique, de l'informatique et des télécommunications,,

## Facultés
- Faculté d'Énergétique
- Faculté de Génie électrique
- Faculté de Télécommunications
- Faculté d'Aéronautique et Technologies de l'information